# Arianespace
Fondée en 1980, Arianespace SAS est une société française chargée de la commercialisation et de l’exploitation des systèmes de lancement spatiaux développés par ArianeGroup, à savoir les familles de lanceurs Ariane et Vega. La société se définit selon ses propres termes comme « opérateur de systèmes de lancement ». Depuis 2007, à la suite d'un accord conclu entre l'Agence spatiale européenne (ESA) et l'agence spatiale russe Roscosmos, Arianespace assure également le lancement de lanceurs Soyouz. En effet, la base de lancement d'Ariane, située à Kourou en Guyane française (Centre spatial guyanais), permet à Arianespace de disposer d'un avantage important face à ses concurrents grâce à sa proximité de l'équateur dans une zone dépourvue de tout risque de cyclones tropicaux.
Depuis le milieu des années 1980, la firme s'impose comme numéro un du transport spatial commercial dans le monde avec une part de marché des lancements de satellites à destination de l'orbite géostationnaire avoisinant ou excédant les 50 % depuis plus de 20 ans. De sa création jusqu’au 2 août 2012, Arianespace signe plus de 350 contrats de lancements et lance 305 satellites (sans compter les charges auxiliaires tels que les microsatellites et nanosatellites). Son siège est situé à Évry, en banlieue parisienne. Elle est dirigée par David Cavaillolès depuis 2025, après Stéphane Israël depuis le 22 avril 2013.
Le 25 septembre 2018 marque le 100e vol d'Ariane 5 et le 300e lancement réalisé par Arianespace, toutes familles de lanceurs confondues.

## Histoire

### 1973 - 1979: le premier opérateur de transport spatial privé
Après l’échec du programme Europa, dix pays européens décident en 1973 sous l’impulsion de la France de lancer le programme Ariane pour doter l’Europe d’une capacité propre de mise en orbite des satellites géostationnaires. Le programme est géré dans un premier temps par le Conseil européen de recherches spatiales puis par l’Agence spatiale européenne (ESA) dès la création effective de celle-ci en 1975. La réalisation en est déléguée au Centre national d’études spatiales (CNES), l’agence spatiale française. Le marché européen est alors estimé à environ deux lancements par an dans les années 1980. Un tel rythme ne permettrait pas de maintenir une cadence suffisante pour assurer une production industrielle et une exploitation fiable du système, ce qui rend nécessaire l’ajout de lancements commerciaux. Toutefois, les règles de fonctionnement de l’ESA, avec la nécessité de prendre les décisions à l’unanimité, ne se prêtent pas à la production industrielle et à la commercialisation du lanceur.
Le 15 décembre 1977, Frédéric d'Allest, alors directeur des lanceurs du CNES, suggère la création d’une société de commercialisation, initialement dénommée Transpace, dont le capital serait réparti entre le CNES et les industriels du programme. L’idée est approuvée par la direction du CNES le 2 mai 1978, puis par le gouvernement français durant l’été.
Entre-temps, Frédéric d'Allest commence à démarcher les opérateurs de satellites pour engranger des lancements commerciaux afin d’étoffer le manifeste de lancement d’Ariane. Un premier succès est enregistré le 8 décembre 1978 quand Intelsat, alors premier opérateur de satellite mondial, décide de choisir Ariane pour lancer quelques-uns de ses satellites de la génération Intelsat 5. Il s’ensuit une première commande signée le 15 février 1979 pour un lancement ferme assorti de deux options.
Le 12 juin 1979, lors du salon du Bourget, le CNES signe avec les industriels un protocole d’accord préalable à la création de Transpace. Ce nom est abandonné en septembre car il est déjà celui d’une société américaine et Arianespace est officiellement créée le 26 mars 1980 avec un capital de 120 millions de FRF. Frédéric d'Allest en est le premier PDG.

### 1979 - 1986: les premiers lancements
Le lanceur Ariane 1 vole pour la première fois le 24 décembre 1979 dans le cadre d’une série de quatre missions de qualification conduites par le CNES. Suivent ensuite quatre vols de promotion sous l’égide de l’ESA. Les deux derniers emportent des satellites Intelsat 5.
Le premier vol estampillé Arianespace a lieu le 23 mai 1984 et permet de mettre sur orbite le satellite commercial privé américain Spacenet 1.
Afin de pouvoir offrir des services à des prix lancements compétitifs, sous l’impulsion de la France, de l’Allemagne et de l’Italie, l’ESA décide dès juillet 1980 de développer des versions plus puissantes d’Ariane, avec la capacité d’emporter deux satellites en un seul vol pour concurrencer la navette américaine. C’est l’objectif de la version Ariane 3, dotée d’un étage supérieur plus puissant et d’accélérateurs à propergol solide à la base. Une version intermédiaire Ariane 2, sans les accélérateurs, est également disponible pour mettre sur orbite les satellites les plus lourds en lancement simple.
Ariane 3 entre en service dès la 2e mission d’Arianespace, le 4 août 1984, pour lancer les satellites de télécommunications européen ECS-2 et le français Télécom 1A. En 5 ans, cette version permet de placer sur orbite 19 satellites en 10 vols. Dans le même temps, la version Ariane 2 en lance 5 et les dernières Ariane 1 en lancent 3.

### 1986 - 1995: leader du marché
L’accident de Challenger, le 28 janvier 1986, entraine l’immobilisation des navettes américaines pendant 32 mois et l’abandon de leur utilisation commerciale, principal concurrent d’Ariane jusque là. Le redémarrage des chaines de production de lanceurs américains classiques remplacés par la navette (Atlas, Delta, Titan) prend du temps et Arianespace se retrouve à la fin des années 1980 en situation de quasi-monopole pour les lancements commerciaux. Cela lui permet d’étoffer considérablement son carnet de commandes. De 12 satellites à lancer en 1981, il monte à 30 en mars 1986 et à 44 en mai 1988. Cette période correspond en outre à l’introduction d’une version optimisée du lanceur avec un premier étage allongé, Ariane 4, dont le développement a été décidé en 1982 afin de conserver la capacité de lancement double en dépit de l’augmentation régulière de la masse des satellites de télécommunications. De plus, Ariane 4 est déclinable en six versions avec un panachage d’accélérateurs à propergol solide et à ergols liquides, afin d’adapter sa performance aux besoins spécifiques de chaque mission.
La première Ariane 4 est lancée le 15 juin 1988 et remplace toutes les autres versions à partir de la mi-1989. Pour faire face à la demande, la cadence de lancement qui était de 3 ou 4 vols par an double à partir de 1988 à 7 ou 8 vols avant d’atteindre 11 à 12 à partir de 1995. Le 15 février 1989, Arianespace passe commande d’un lot de 50 lanceurs Ariane 4 à l’industrie pour 18 milliards de FRF. Cette commande exceptionnelle pour l’époque sera ultérieurement portée par tranches à un total de 95 lanceurs.
En 1990, Frédéric d'Allest cède sa place à la tête d’Arianespace à Charles Bigot.

### 1995 - 2013: restructuration et diversification

Logo d'Arianespace en 2010.

À partir du milieu des années 1990, la poursuite de l’accroissement de la masse des satellites géostationnaires ne permet plus de réaliser systématiquement des lancements doubles sur Ariane 4, en dépit d’une optimisation régulière de ses performances, et impose l’introduction d’un nouveau lanceur plus puissant, Ariane 5, dont le développement a été engagé par l’ESA depuis 1988. L’échec du vol inaugural, le 4 juin 1996, entraîne un report de sa qualification à octobre 1998 et son premier vol commercial n’a lieu que le 10 décembre 1999. L’exploitation d’Ariane 4 est donc prolongée jusqu’en 2003.
En parallèle, Arianespace doit faire face à une concurrence de plus en plus agressive avec l’arrivée sur le marché d’alliances américano-russes telles qu’International Launch Services (ILS) en 1995 et Sea Launch en 1999, qui offrent des capacités de lancement jusqu’à 6 tonnes en orbite de transfert géostationnaire.
L’apparition d’un marché en orbite basse, avec les constellations telles qu’Iridium et Globalstar, pour le lancement desquelles Ariane 4 n’est pas adaptée, amène Arianespace à investir aux côtés d’Aérospatiale dans la fondation de Starsem en 1996, pour la commercialisation hors ex-URSS du lanceur russe Soyouz à partir de 1999.
Jean-Marie Luton succède à Charles Bigot en 1997.
Face à l’arrivée sur le marché de satellites de télécommunications de plus de 5 tonnes, une version améliorée d’Ariane 5, visant une capacité de 10 tonnes, est mise en chantier en 1999. Après l’échec du premier vol de cette Ariane 5ECA, le 11 décembre 2002, une refonte de la production d’Ariane est décidée par l’ESA. Arianespace cède alors la maîtrise d’œuvre de la production des lanceurs Ariane 5 à Astrium Space Transportation, qui fait partie du groupe EADS, et limite ses activités à la commercialisation et aux opérations de lancement.
Ariane 5ECA retourne en vol avec succès le 12 février 2005 et devient le lanceur de référence d’Arianespace. L’ancienne version Ariane 5G effectue son dernier vol le 18 décembre 2009.
Jean-Yves Le Gall est nommé directeur général d’Arianespace en 2001, puis directeur général exécutif en 2002, Jean-Marie Luton devenant alors président du conseil d’administration. Jean-Yves Le Gall devient PDG en 2007.
Depuis le 24 décembre 2010, Arianespace est opérateur de services de lancements au titre de la Loi no 2008-518 du 3 juin 2008 relative aux opérations spatiales et doit respecter de nouvelles obligations légales.
Depuis la mi-2011, Arianespace exploite également le lanceur russe Soyouz depuis le Centre spatial guyanais, avec un premier vol le 21 octobre 2011. Le petit lanceur Vega de l’ESA va rejoindre la flotte d’Arianespace après le succès de son vol de qualification le 13 février 2012.

### Depuis 2013: face aux lanceurs réutilisables
En 2014, Arianespace signe un contrat avec l'ESA qui prévoit la mise en orbite, d'ici 2015, de 12 nouveaux satellites pour le projet Galileo.
En décembre 2013, la fusée américaine Falcon 9 met en orbite un satellite de communication. En réaction, les groupes Airbus et Safran proposent un projet de fusée Ariane 6 plus compétitive, et mettent en commun leur activité dans une coentreprise : Airbus Safran Launchers qui rachète les parts du CNES dans Arianespace. Le premier lancement d’Ariane 6 est prévu pour 2020.
En septembre 2017, Arianespace est choisi par l'opérateur satellitaire luxembourgeois SES pour le lancement du satellite tout-électrique SES-17 et pour le cinquième lancement de satellites destinés à la constellation en orbite moyenne O3b.
Le 19 avril 2018, l’opérateur japonais B-Sat signe un contrat pour la mise en orbite d’un satellite de télécommunications depuis Kourou (Guyane), qui conforte la position de la firme dans l’archipel nippon .
Début 2020, Arianespace annonce vouloir accélérer ses lancements de satellites en projetant d'en envoyer plus de 300 au cours de la seule année 2020,.

### Conséquences du conflit russo-ukrainien (mars 2022)
L'activité d'Arianespace est touchée de plein fouet en 2022 par les conséquences de l'invasion de l'Ukraine par la Russie qui débute en fin février 2022 :
- L'agence spatiale russe Roscosmos décide le 26 février de prendre des mesures de rétorsion vis-à-vis des pays européens en suspendant les lancements de fusées Soyouz depuis le Centre spatial guyanais et de rapatrier les 87 employés russes qui y travaillaient. Or plusieurs lancements étaient programmés au cours de l'année 2022 dont deux lancements emportant chacun deux satellites du système de positionnement européen Galileo[25],[26].
- Le déploiement de la constellation de satellites de télécommunications géante anglo-indienne OneWeb placés en orbite par des lanceurs russes Soyouz qui sont commercialisés par Arianespace est arrêté par l'agence spatiale russe Roscosmos qui a posé des conditions inacceptables pour poursuivre les lancements : le gouvernement britannique doit sortir du capital de OneWeb[27],[28],[29].
- La disponibilité du lanceur léger européen Vega est menacée. En effet le dernier étage Avum est fourni par l'entreprise ukrainienne Ioujmach dont l'établissement est située à Dnipro en pleine zone du conflit[30].

## Influence sur le secteur spatial

### Indépendance de la politique spatiale européenne
Depuis sa création, Arianespace permet de garantir une cadence de lancement suffisante pour assurer la pérennité d’un système de transport spatial européen indépendant et ne pas dépendre des lanceurs américains pour réaliser les missions européennes. Avant Ariane, l’emploi de lanceurs américains Delta pour mettre sur orbite les satellites franco-allemands Symphonie en 1975 et 1976 est assorti de conditions qui en pratique rendent impossible l’utilisation opérationnelle des satellites afin de ne pas menacer le monopole de l’organisation Intelsat, alors majoritairement financée par la Comsat américaine. De 1984 à août 2012, Arianespace lance 96 satellites (dont 25 en charges auxiliaires) pour l’ESA et les gouvernements européens, aussi bien pour des missions scientifiques et d’observation de la Terre, que pour les télécommunications militaires, des démonstrations technologiques ou la desserte de la Station spatiale internationale.

### Libéralisation de l’accès à l’espace
En offrant une capacité d’accès indépendante à l’espace, ainsi que des options de financement innovantes pour l’époque, Arianespace permet à de nombreux nouveaux opérateurs, étatiques ou privés, de commencer à créer leur réseau de satellites de télécommunications. De 1984 à 2012, on compte 17 pays ou groupes de pays qui lancent leur premier satellite de télécommunications grâce à Arianespace :
- Argentine,
- Brésil,
- Égypte,
- Émirats arabes unis,
- Espagne,
- Israël,
- Italie,
- Luxembourg,
- Malaisie,
- Singapour,
- Suède,
- Thaïlande,
- Turquie,
- Vietnam,
- Afrique (Rascom),
- Europe (Eutelsat),
- Ligue arabe (Arabsat).

Pour pouvoir entrer en compétition avec Arianespace sur ces marchés, les systèmes de lancement concurrents doivent s’aligner et adopter une structure similaire, entrainant une véritable libéralisation de l’accès à l’espace.

### Dérèglementation des télécommunications spatiales
À la fin du 20e siècle, la politique commerciale d’Arianespace permet l’arrivée sur le marché des télécommunications spatiales d’opérateurs privés dont l’objectif est de percer sur des marchés de monopoles, comme PanAmSat face à l’organisation internationale Intelsat ou la Société Européenne des Satellites (SES) face aux programmes étatiques franco-allemands TDF et TV-SAT. Cette libéralisation est soutenue par la directive européenne « Télévision sans frontières » du 3 octobre 1989 et le succès de ces nouveaux opérateurs favorise l’introduction de nouvelles technologies comme la compression numérique face à la TVHD analogique imposée par les gouvernements européens et impose un assouplissement des réglementations qui limitent jusqu'alors leurs activités. Cette tendance abouti au début des années 2000 au désengagement des entités étatiques au profit des investisseurs privés avec les privatisations des organisations internationales Intelsat et Eutelsat en 2001 et les retraits de France Télécom et de Deutsche Telekom en 2002.

### Moteur de l’industrie spatiale européenne
Depuis sa fondation, les commandes passées par Arianespace pour assurer ses missions permettent un important développement de l’outil industriel en Europe avec des installations destinées à la production d’Ariane. La seule production de la première génération d’Ariane (Ariane 1 à Ariane 4) rapporte plus de quatre fois l’investissement initial des États. De plus, en ouvrant de nouveaux marchés à l’industrie européenne des satellites, Arianespace contribue à hisser celle-ci au plus haut niveau, les européens Astrium et Thales Alenia Space faisant aujourd’hui partie des six principaux constructeurs de satellites au monde, aux côtés des américains Boeing, Lockheed Martin, Orbital Sciences et Space Systems/Loral. De même, les opérateurs SES et Eutelsat, font leurs débuts grâce à Arianespace et figurent aujourd’hui parmi les trois plus grands opérateurs de satellites de télécommunications au monde au côté d'Intelsat. Enfin, l’accès indépendant à l’espace permet à l’industrie spatiale européenne d’ouvrir de nouvelles filières et de s’y positionner en leader mondiaux comme l'observation de la Terre avec les systèmes Spot, ERS et Pléiades.

## Actionnaires
À sa création, en 1980, Arianespace dispose d’un capital social de 120 millions de FRF réparti entre le CNES (34 %), 36 industriels européens impliqués dans la production des lanceurs Ariane et 11 banques européennes. Au cours des années suivantes, cet actionnariat évolue à travers plusieurs augmentations de capital afin de refléter l’importance du rôle des différents acteurs industriels dans les nouvelles versions d’Ariane. Les consolidations successives de l’industrie européenne (notamment la création d’EADS en 2000) et le retrait du capital des organismes bancaires réduise le nombre des actionnaires à 21, la part du CNES demeurant relativement constante jusqu’en 2015. Puis, lors de sa création, Airbus Safran Launchers rachète les parts du CNES pour un montant estimé entre 100 et 200 millions d'euros.
| Société                                              | Nationalité      | Part de capital |
| ---------------------------------------------------- | ---------------- | --------------- |
| ArianeGroup                                          | France Allemagne | 73,69 %         |
| MT Aerospace AG                                      | Allemagne        | 8,26 %          |
| Thales Alenia Space ETCA                             | Belgique         | 0,33 %          |
| Société anonyme belge de constructions aéronautiques | Belgique         | 2,71 %          |
| Safran Aero Boosters                                 | Belgique         | 0,32 %          |
| Airbus Defence and Space                             | Espagne Pays-Bas | 4,08 %          |
| Eiffage Energie Systèmes - Clemessy SA               | France           | 0,11 %          |
| Air liquide SA                                       | France           | 1,89 %          |
| Avio SpA                                             | Italie           | 3,38 %          |
| Ruag Space AB                                        | Suède            | 0,82 %          |
| GKN Aerospace Sweden                                 | Suède            | 1,63 %          |
| Ruag Schweiz AG                                      | Suisse           | 2,67 %          |

Arianespace est détentrice à hauteur de 15 % des parts de la société Starsem, opératrice des lanceurs Soyouz.

## Activités

### Vente et opérations de lancement
L’activité première d’Arianespace comporte deux volets, d’une part la vente de services de lancements spatiaux, d’autre part les opérations de lancement. Contrairement à la plupart des autres fournisseurs services de lancements spatiaux, Arianespace ne sous-traite pas ses activités opérationnelles à un industriel. Ce suivi de bout en bout des activités au contact de la clientèle fait partie de l'argumentaire commercial mis en avant par la société pour expliquer son succès auprès du marché.
Arianespace dispose de représentations commerciales au plus près de ces principaux marchés, avec sa filiale Arianespace Inc., basée à Washington, ainsi que ses bureaux à Tokyo, ouvert en 1987, et à Singapour, en 1996.
Nombre de contrats de lancements signés par Arianespace et Starsem
| Année  | 2003 | 2004 | 2005 | 2006 | 2007 | 2008 | 2009 | 2010 | 2011 | 2012 |
| ------ | ---- | ---- | ---- | ---- | ---- | ---- | ---- | ---- | ---- | ---- |
| Ariane | 8    | 8    | 7    | 12   | 13   | 13   | 11   | 12   | 10   | 6    |
| Soyouz | 1    | 6    | 2    |      | 4    |      | 5    | 7    | 1    |      |
| Vega   |      |      |      |      |      |      |      |      | 2    | 1    |

Pour ses activités d’opérations de lancement, Arianespace est implantée au Centre spatial guyanais, près de Kourou (Guyane française), où ses équipes travaillent en coordination avec celles du CNES – responsable du site – et de l’industrie.
Nombre de charges lancées par Arianespace et Starsem
| Année  | 2003 | 2004 | 2005 | 2006 | 2007 | 2008 | 2009 | 2010 | 2011 | 2012 |
| ------ | ---- | ---- | ---- | ---- | ---- | ---- | ---- | ---- | ---- | ---- |
| Ariane | 8    | 3    | 8    | 10   | 12   | 11   | 12   | 12   | 9    | 7    |
| Soyouz | 2    |      | 3    | 2    | 3    | 1    |      | 1    | 4    |      |
| Vega   |      |      |      |      |      |      |      |      |      |      |

Jusqu’en 2003, Arianespace était également chargé de la production des lanceurs Ariane et passait directement ses contrats aux industriels chargés de la production de chaque étage, des moteurs, de la case à équipements, de la coiffe et des adaptateurs de charge utile. Ces activités ont été transférées à Astrium Space Transportation à partir de mai 2003 et Arianespace ne conserve aujourd’hui que les seules activités industrielles liées aux interfaces avec les satellites (coiffes et adaptateurs).

## Offre

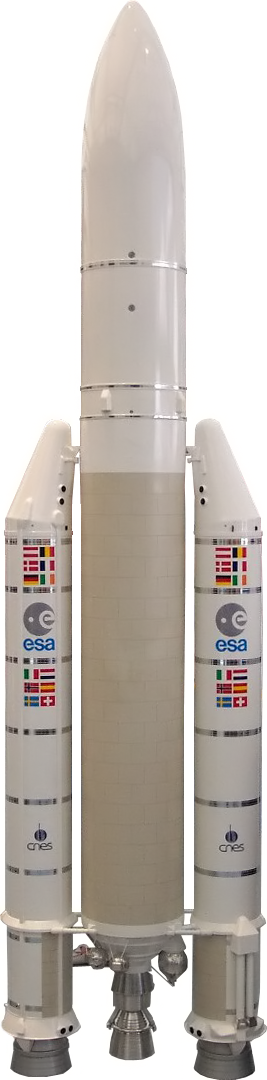
Maquette d’Ariane 5

Initialement créée pour commercialiser la filière Ariane, Arianespace exploite aujourd’hui depuis le Centre spatial guyanais (CSG), « Port spatial de l’Europe » sous le contrôle du CNES et avec des infrastructures financées par l'ESA, trois familles de lanceurs distinctes afin de couvrir tous les types de missions vers tous les types d’orbites (de moins de 1 tonne à plus de 20 tonnes sur orbite basse et jusqu’à 10 tonnes sur orbite de transfert géostationnaire).

### Ariane 5
Le lanceur de référence est Ariane 5ECA, une variante de l’Ariane 5E (Evolution) réalisée par Airbus Safran Launchers et dotée d’un étage supérieur cryotechnique (ESC-A) non rallumable. Elle est capable de placer jusqu’à 10 tonnes de charge utile sur orbite de transfert géostationnaire, ce qui permet d’effectuer des lancements doubles en associant des satellites de 4 à 6 tonnes, voire des satellites de plus de 6 tonnes avec des satellites d’environ 3 tonnes.
Depuis 2008, une variante Ariane 5ES, dotée d’un étage supérieur à ergols stockables (EPS) et disposant d’une capacité de rallumage, est utilisée pour le lancement des cargos ATV (Automated Transfer Vehicle) d'environ 20 tonnes pour ravitailler la Station spatiale internationale. C’est aussi cette version qui doit servir à lancer des grappes de satellites de navigation Galileo à partir de 2014.
Avec son dernier vol le 25 juillet 2018, la version 5ES n'est plus commercialisée.

### Soyouz
Par l’intermédiaire de sa filiale Starsem à Baïkonour, puis directement sur le nouveau site de lancement dédié construit en Guyane, Arianespace exploite également des lanceurs Soyouz 2.1a et Soyouz 2.1b, derniers-nés de la famille de lanceurs Semiorka utilisée depuis 1957. Les variantes correspondantes exploitées en Guyane et dotées d’équipements de sauvegarde spéciaux pour répondre aux contraintes règlementaires européennes sont désignées Soyouz STA et Soyouz STB. Grâce à leur étage supérieur manœuvrant Fregat, les lanceurs Soyouz sont utilisés pour une grande variété de missions dont le déploiement de constellations, des missions héliosynchrones et des élancements interplanétaires. Ils peuvent également venir en complément d’Ariane 5 pour le lancement vers l’orbite de transfert géostationnaire de satellites de moins de 3,5 tonnes qui ne pourraient pas trouver de créneau de lancement double sur Ariane 5.

### Vega
Le petit lanceur Vega, développé par Avio pour une commande de l'ESA, est qualifié en vol le 13 février 2012 et commence à voler sous les couleurs d’Arianespace début 2013. Conçu pour placer 1 500 kg sur orbite polaire à 700 km, il permet de lancer de petites charges scientifiques ou d’observation, simples ou multiples, sur des orbites basses et héliosynchrones.

## Starsem
Au milieu des années 1990, Arianespace est confrontée au double défi de son encerclement par la concurrence américano-russe et de l’inadéquation de son offre pour le nouveau marché des constellations en orbite basse. En l’absence de budget pour développer un lanceur complémentaire à Ariane 5 susceptible de répondre à cette nouvelle demande, Aérospatiale, le principal actionnaire industriel d’Arianespace, s’associe au Centre spatial de Samara (TsSKB-Progress) en Russie, pour proposer la commercialisation des lanceurs Soyouz depuis le site de Baïkonour au Kazakhstan. La société Starsem, détenue à 35 % par Aérospatiale (société), à 15 % par Arianespace, à 25 % par Roscosmos et à 25 % par le Centre spatial de Samara, est fondée le 8 août 1996. De février 1999 à février 2013, Starsem effectue 26 lancements, dont 14 pour des constellations (60 satellites lancés), avec un taux de réussite de 100 %.

## Marché
La raison d’être initiale du système Ariane est l’accès autonome à l’espace pour les charges utiles européennes et principalement les satellites gouvernementaux. Aujourd’hui, avec ses lanceurs Ariane, Soyouz et Vega, Arianespace est le fournisseur de référence pour le lancement des satellites scientifiques et applicatifs européens – à l’exception de certaines missions réalisées en coopération avec d’autres puissances spatiales. Ces missions englobent les télécommunications gouvernementales, les systèmes de navigation par satellite, la météorologie, la veille environnementale, l’observation de la Terre, les missions scientifiques (astronomie, astrophysique et sondes interplanétaires), les démonstrations technologiques et la desserte de la Station spatiale internationale.
Le principal marché d’Arianespace reste toutefois les télécommunications depuis l’orbite géostationnaire, les premières générations d’Ariane (Ariane 1 à Ariane 4) ayant été spécifiquement optimisées pour ce type de missions. De 1984 à août 2012, Arianespace lance 266 satellites de télécommunications et de télédiffusion directe vers des orbites de transfert géostationnaire dont 255 avec succès. Au cours des dernières années (2008-2011), ce marché représente en moyenne dix satellites par an, soit cinq lancements d’Ariane 5. En 2012, plus de 50 % des satellites de télécommunications commerciaux géostationnaires en service sont lancés par Arianespace.
Grâce à la commercialisation du lanceur Soyouz, que ce soit directement ou via sa filiale Starsem, Arianespace est également le principal fournisseur actuel de lancement pour les constellations de télécommunications, avec notamment les satellites Globalstar (50 lancés, 6 à lancer) et O3b (12 à lancer), ou la navigation (quatre satellites Galileo lancés et dix-huit à lancer sur Soyouz et Ariane 5).
Dans le domaine de l’observation de la Terre, après le retrait d’Ariane 4 en 2003, qui avait servi à lancer les derniers satellites Spot, l’introduction du Soyouz puis du Vega a permis de reconstituer une capacité de lancement pour les nouvelles générations de satellites d’observation, plus légers, comme Radarsat 2 pour le Canada en 2007 ou Pléiades 1A pour la France en 2011, mais il s’agit d’un marché de niche qui ne représente au maximum qu’un lancement par an.

## Communication

### Activités de lobbying

#### Aux États-Unis
Selon le Center for Responsive Politics, les dépenses de lobbying d'Arianespace aux États-Unis s'élèvent en 2017 à 250 000 dollars.

#### Auprès des institutions de l'Union européenne
Arianespace est inscrit depuis 2015 au registre de transparence des représentants d'intérêts auprès de la Commission européenne. Elle déclare en 2016 pour cette activité des dépenses annuelles d'un montant de 150 000 euros.

#### En France
Pour l'année 2017, Arianespace déclare à la Haute Autorité pour la transparence de la vie publique exercer des activités de lobbying en France pour un montant qui n'excède pas 200 000 euros.

## Concurrence
Ancien numéro 1 du transport spatial commercial mondial, Arianespace est confronté à de nombreux concurrents sur ses différents marchés :
- États-Unis
  - Space Exploration Technologies Corp. (SpaceX), société créée par le milliardaire Elon Musk, produit et commercialise le lanceur Falcon 9, d’une capacité légèrement supérieure à celle du Soyouz, le lanceur Falcon Heavy et propose des lancements pour des satellites vers l’orbite de transfert géostationnaire. Elle devient en 2017 la première entreprise mondiale de transport spatial quant au nombre de lancements[43].
  - International Launch Services (ILS), le principal rival d’Arianespace, commercialise le lanceur Proton construit par Khrounitchev, dont la capacité atteint 6,4 tonnes en orbite de transfert géostationnaire. ILS commercialise également le successeur du Proton, le lanceur modulaire Angara, disponible pour des missions commerciales à partir de 2022.
  - United Launch Alliance est l'opérateur commun des lanceurs Delta 4 de Boeing et Atlas 5 de Lockheed Martin pour assurer les missions gouvernementales américaines. Bien que dimensionnés pour concurrencer Ariane 5, le Delta 4 et l’Atlas 5, trop chers pour être compétitifs, sont retirés du marché respectivement en 2002 et 2009.
  - Orbital Sciences Corp. (OSC) commercialise le petit lanceur aéroporté Pegasus (450 kg en orbite basse), et son évolution le petit lanceur Taurus (1 054 kg sur orbite héliosynchrone à 400 km), concurrents du Vega sur la frange basse de son marché. OSC développe également le lanceur Antares (4,5 t sur orbite héliosynchrone à 400 km) concurrent du Soyouz.

- Russie
  - Sea Launch et Land Launch (en) sont des filiales d'Energia qui commercialisent les lanceurs russo-ukrainiens Zenit exploités depuis une plate-forme off-shore dans le Pacifique et depuis la base de Baïkonour en concurrence d’Ariane 5 et Soyouz.
  - Kosmotras est une alliance russo-ukrainienne qui exploite jusqu'en 2015 des missiles intercontinentaux SS-18 reconvertis en lanceurs Dnepr pour placer de petits satellites sur orbite basse en concurrence de Soyouz et Vega. En mai 2017, ISC Kosmotras forme une coentreprise avec Glavkosmos nommée GK Launch Services, destinée à proposer des lancements commerciaux groupés en utilisant le lanceur Soyouz-2,. L’entreprise aréalise son premier lancement entièrement commercial le 22 mars 2021.
  - Eurockot est une filiale conjointe d’Astrium GmbH ( Allemagne) et de Khrounitchev qui exploite des missiles intercontinentaux SS-19 reconvertis en lanceurs Rockot pour placer de petits satellites sur orbite basse en concurrence de Soyouz et Vega.

- Chine
  - China Great Wall Industry Corp. (CGWIC) commercialise la gamme des lanceurs Chang Zheng (« Longue Marche ») qui couvre toutes les capacités jusqu’à 6 tonnes en orbite de transfert géostationnaire et 8 tonnes en orbite basse. En raison de la réglementation américaine ITAR sur l’exportation du matériel sensible, les lanceurs chinois ne sont concurrents d’Arianespace que sur les satellites ne comportant aucun composant d’origine américaine (environ 1 par an).

- Japon
  - Mitsubishi Heavy Industries (MHI) est l’industriel commercialise les lanceurs H-2A et H-2B développés pour l’agence spatiale japonaise JAXA et d’une capacité proche de celle d’Ariane 5 (6 à 8 tonnes en orbite de transfert géostationnaire). Le coût élevé de ces lanceurs et le faible nombre de créneaux de lancement imposés par les pêcheurs au large du site de la base de lancement de Tanegashima ne permet pas à ces lanceurs de percer sur le marché.

- Inde
  - Antrix (en) est l'agent commercial de l’agence spatiale indienne ISRO qui assure la commercialisation hors d’Inde des lanceurs PSLV, concurrents de Vega et Soyouz, et GSLV, concurrents de Soyouz et d’Ariane 5. En dépit de prix très attractifs, ces lanceurs n’effectuent que peu de missions commerciales car peu de créneaux de lancement sont disponibles du fait des besoins importants en lancements institutionnels indiens.